# To – Rozdział 2
To: Rozdział 2 (ang. It Chapter 2) – amerykański horror z 2019 roku. Druga część filmu z 2017 roku opartego na książce Stephena Kinga o tym samym tytule.

## Fabuła
Dawni przyjaciele jednoczą się, aby zmierzyć się z własnym strachem w Derry, gdy Pennywise powraca, by się na nich zemścić.

## Obsada
- Jessica Chastain – Beverly Marsh
- James McAvoy – Bill Denbrough
- Bill Hader – Richie Tozier
- Isaiah Mustafa – Mike Hanlon
- Jay Ryan – Ben Hanscom
- James Ransone – Eddie Kaspbrak
- Andy Bean – Stanley Uris
- Bill Skarsgård – Pennywise
- Ryan Kiera Armstrong – Victoria Fuller

## Odbiór

### Box office
Budżet filmu jest szacowany na 79 milionów dolarów. W Stanach Zjednoczonych i w Kanadzie film zarobił 211,6 mln USD. W innych krajach przychody również wyniosły 261,5 mln, a łączny przychód 473,1 mln dolarów.

### Krytyka w mediach
Film spotkał się z mieszaną reakcją krytyków. W serwisie Rotten Tomatoes 63% ze 355 recenzji jest pozytywne, a średnia ocen wyniosła 6,11/10. Na portalu Metacritic średnia ocen z 52 recenzji wyniosła 58 punktów na 100.